# روبرت لوران
روبرت لوران (بالإنجليزية: Robert Laurent)‏ هو نحات أمريكي، ولد في 29 يونيو 1890 في كنكارنو في فرنسا، وتوفي في 20 أبريل 1970 في كابي نيديك في الولايات المتحدة.